# Salsola genistoides
Salsola genistoides là loài thực vật có hoa thuộc họ Dền. Loài này được Juss. ex Poir. miêu tả khoa học đầu tiên năm 1806.